# Bałasziwka
Bałasziwka (ukr. Балаші́вка) – wieś na Ukrainie w obwodzie zaporoskim, siedziba władz rejonu czernihiwskiego.
Miejscowość założona w 1821 r. pod nazwą Gnadenheim (ros.: Гнадейгейм, Gnadejgeim) jako niemiecka kolonia w obrębie tzw. osadnictwa mołoczańskiego (niem.: Kolonie Molotschna). Założycielami osady byli mennonici z dawnych Prus Królewskich, zwanych po rozbiorach Polski Prusami Zachodnimi. Po drugiej wojnie światowej w 1945 r. miejscowość przemianowano na Bałasziwka.